# Мітлиця повзуча
{{#ifeq:0|0|{{#if:|{{#if:Agrostisstolonifera|[[]}}|}}}}
Мітлиця повзу́ча, мітлиця пагониста , мітлиця біла (Agrostis stolonifera)  — багаторічна рослина родини тонконогових. Кормова, протиерозійна та декоративна рослина, що використовується як газонна трава.

## Опис

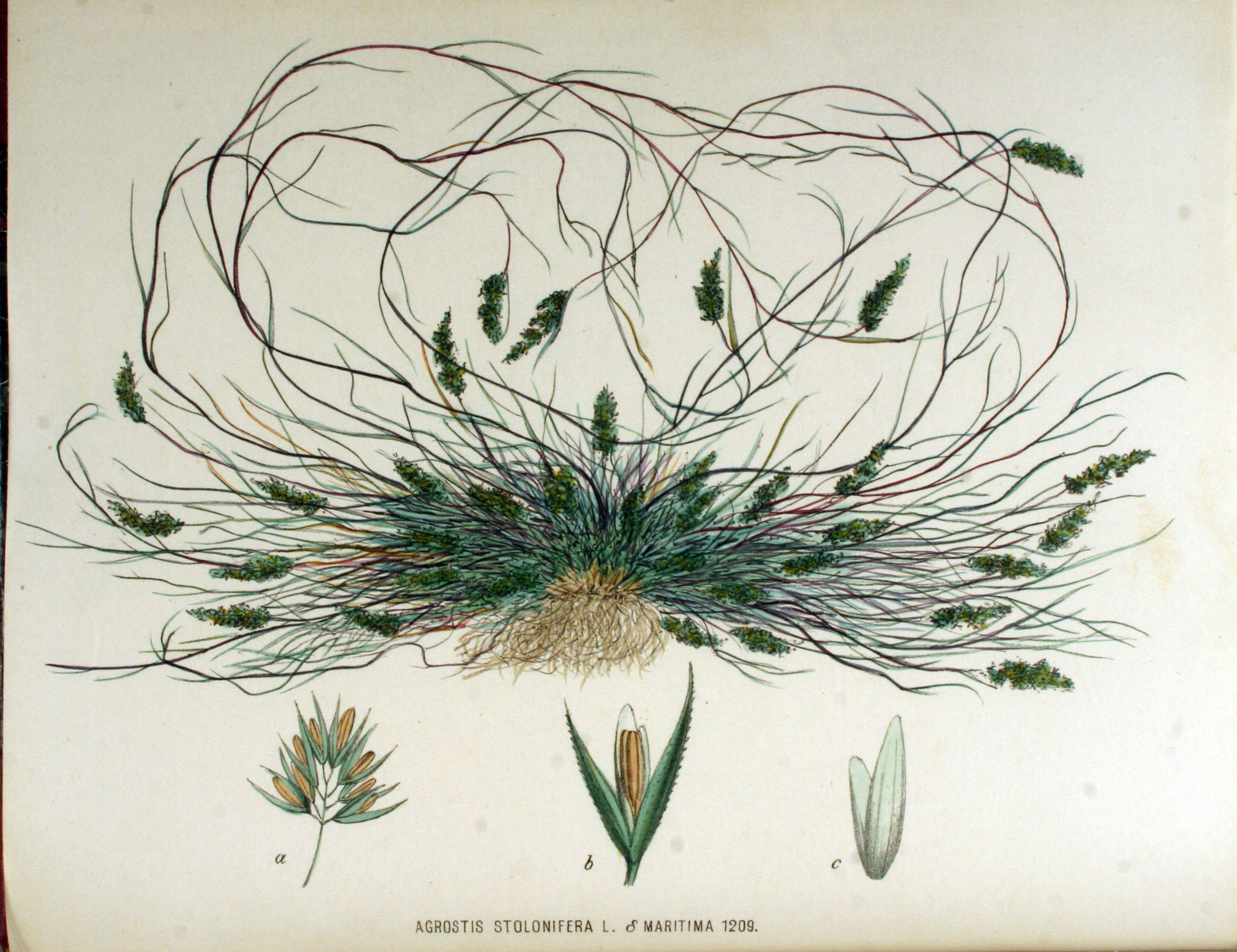
Ілюстрація мітлиці повзучої у книзі Яна Копса «Flora Batava», Volume XVI (1881)

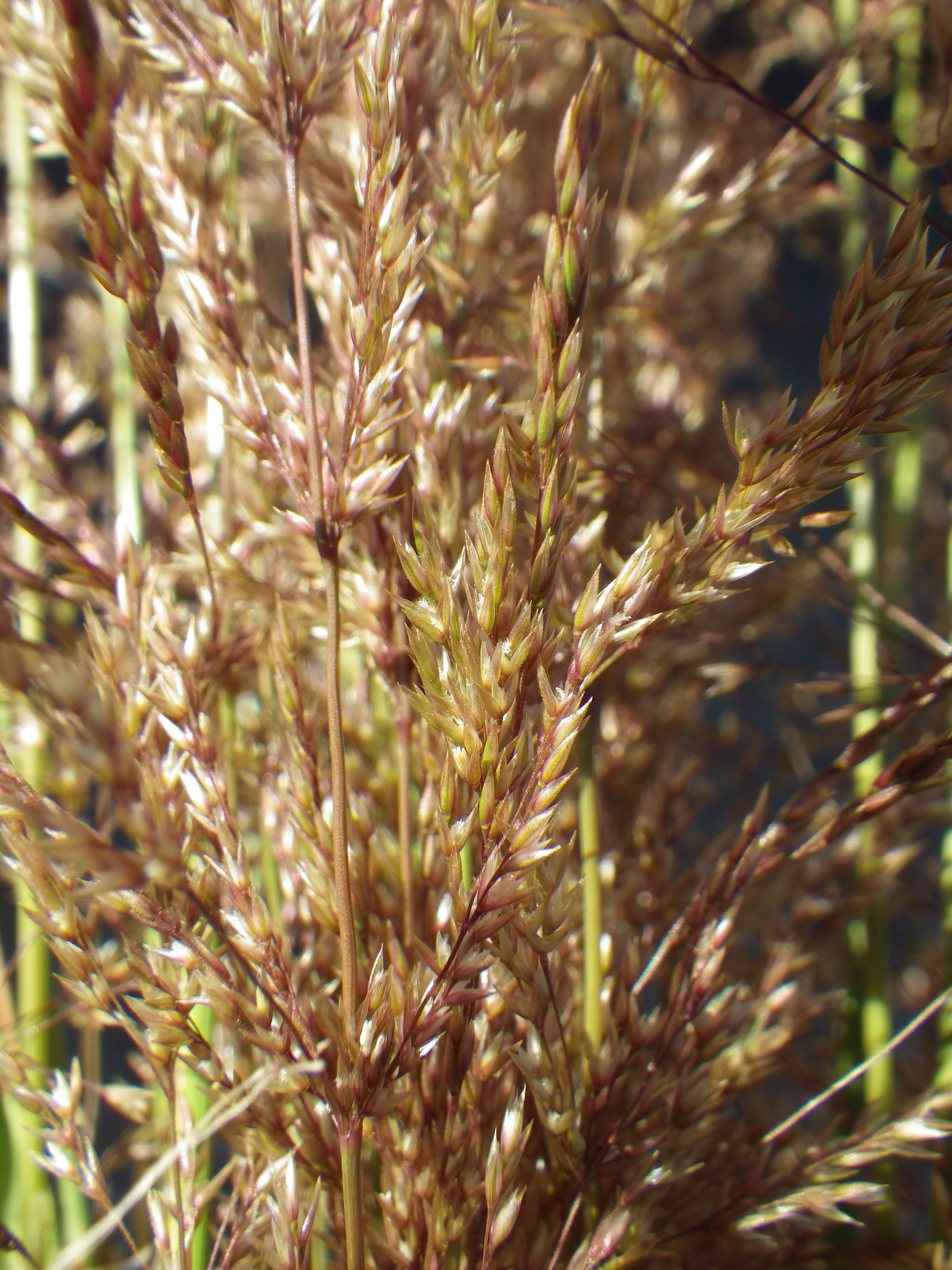
Волоть мітлиці повзучої

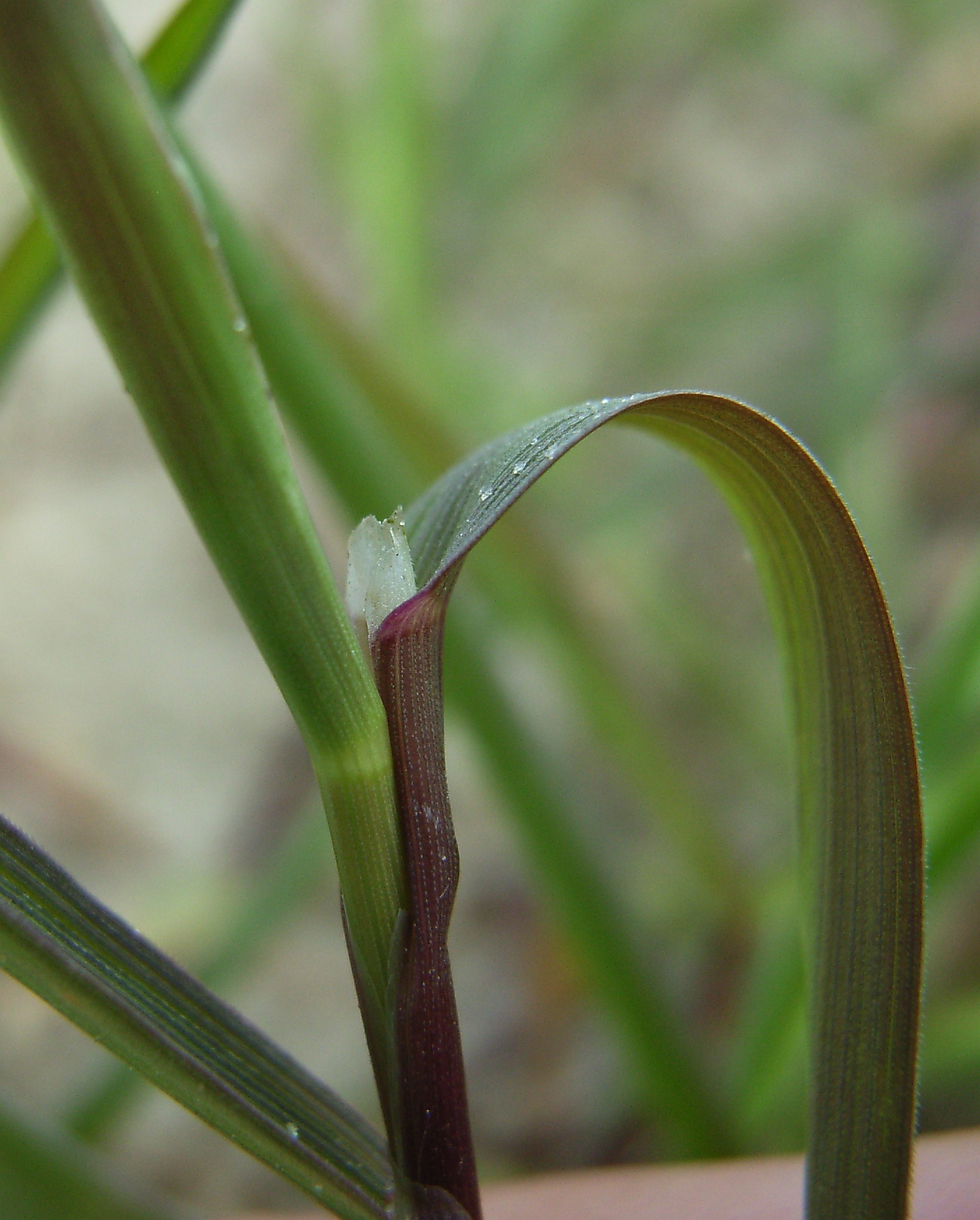
Листя мітлиці повзучої

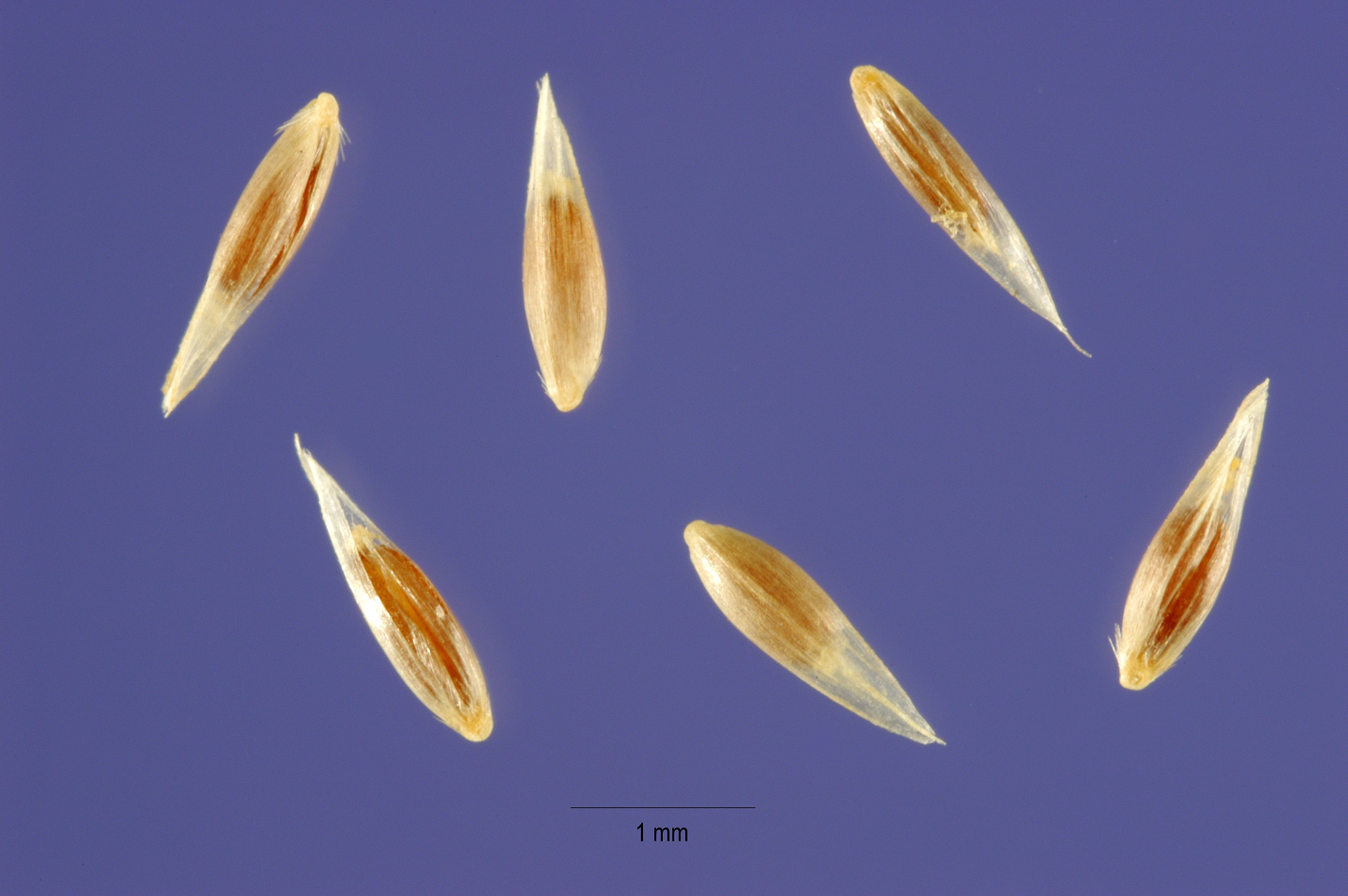
Насіння мітлиці повзучої

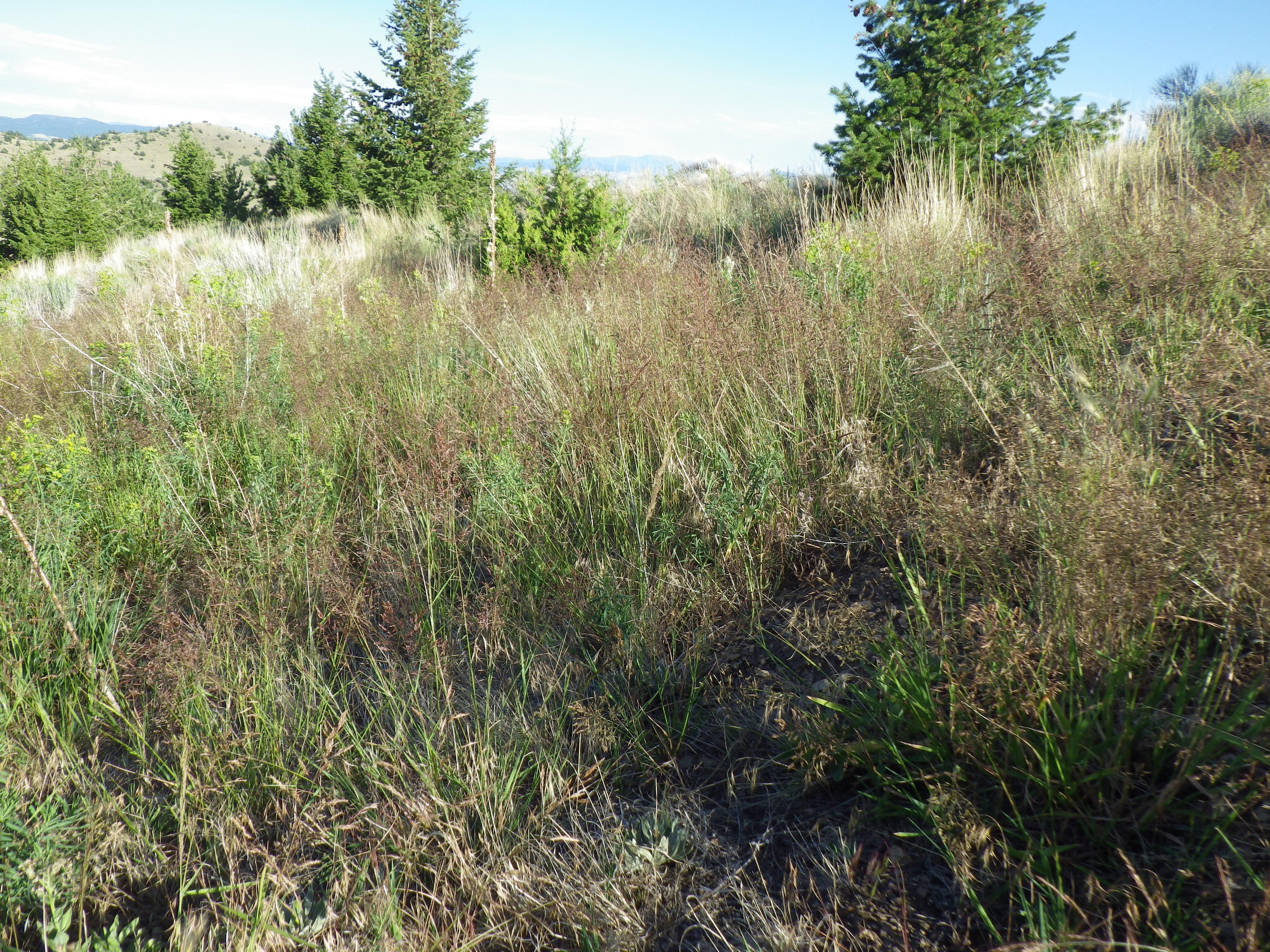
Мітлиця повзуча інтродукована у США

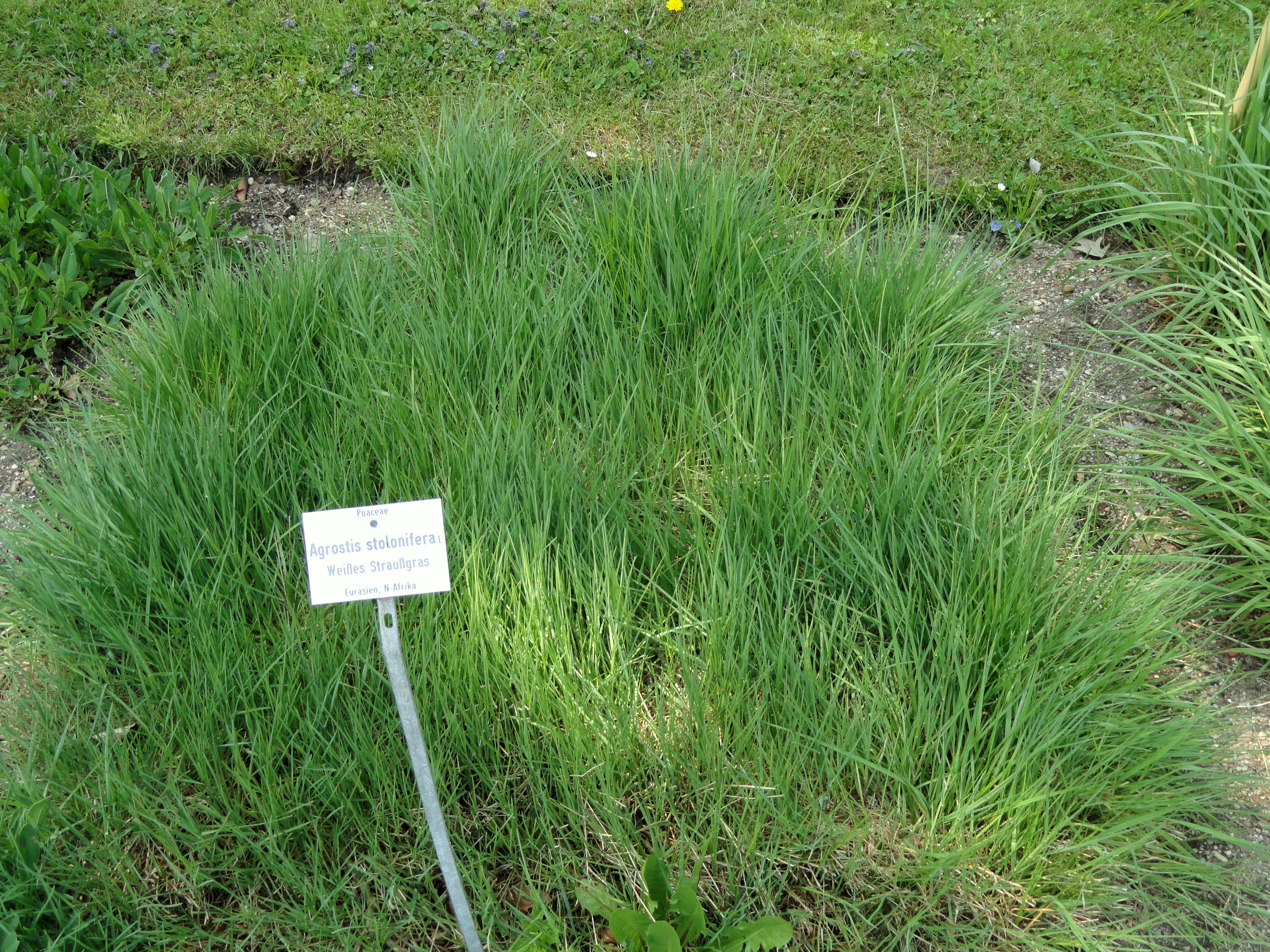
Мітлиця повзуча в ботанічному саду Мюнхена-Німфенбурга

Багаторічний низовий злак 30-85 см заввишки. Утворює невеликі дерновинки з рясно вкритих листям столоновидних пагонів до 40 см завдовжки (в умовах затоплення досягають 200 см), що стеляться по поверхні ґрунту і легко вкорінюються. Основна маса коренів розташовується в шарі ґрунту до 6 см. Листя 3-10 см завдовжки, 2-4 мм завширшки, плоскі, тонкі, яскраво-зелені, численні; язичок верхніх стеблових листків 2,5-3 мм завдовжки. Волоті 5-15 см завдовжки, вузьковидовжені, з короткими сильношорсткуватими гілочками, що стирчать, після цвітіння — стиснуті. Колоски 1,5-2,5 мм завдовжки, одноквіткові, світло-зелені або фіолетові, на шорсткуватих ніжках, зазвичай безості. Верхня квіткова луска в 1,5-2 рази коротша за нижню, нижня трохи коротша колоскових. Пиляки близько 1 мм завдовжки, світло-жовті. перехресне Запилення перехресне (вітрозапилювані). Насінини мало опадають. Вага 1000 насінин 0,09 г. Цвітіння триває з червня по серпень. Розмноження — насіннєве, вегетативне (переважно); квітки утворюються відносно рідко навіть в сприятливих умовах.
Число хромосом: 2n = 28, 30, 33, 35, 40, 42.

## Поширення

### Природнийареал
- Африка
  - Макаронезія: Португалія — Мадейра
  - Північна Африка: Алжир; Лівія; Марокко; Туніс
- Азія
  - Західна Азія: Афганістан; Кіпр; Єгипет — Синайський півострів; Іран; Ірак; Ізраїль; Ліван; Сирія; Туреччина
  - Кавказ; Російська Федерація — Передкавказзя, Дагестан
  - Сибір: Бурятія, Читинська область, Іркутська область, Кемеровська область, Красноярський край, Курганська область, Новосибірська область, Омська область, Томська область, Тува, Тюменська область, Республіка Саха
  - Середня Азія: Казахстан; Таджикистан; Туркменистан; Узбекистан
  - Монголія
  - Далекий Схід Росії: Амурська область, Хабаровський край, Приморський край
  - Китай: Аньхой, Ганьсу, Гуйчжоу, Хейлунцзян, Внутрішня Монголія, Нінся, Шеньсі, Шаньдун, Шаньсі, Синьцзян, Тибетський автономний район, Юньнань
  - Східна Азія: Японія — Хоккайдо
- Тропічна Азія
  - Індійський субконтинент: Бутан; Індія); Непал; Пакистан
- Європа
  - Північна Європа: Данія; Фінляндія; Ісландія; Ірландія; Норвегія; Швеція; Об'єднане Королівство
  - Середня Європа: Австрія; Бельгія; Чехія; Німеччина; Угорщина; Нідерланди; Польща; Словаччина; Швейцарія
  - Східна Європа: Білорусь; Естонія; Латвія; Литва; Молдова; Російський Федерація — європейська частина; Україна (вкл. Крим)
  - Південно-Східна Європа: Албанія; Болгарія; Хорватія; Греція (вкл. Крит); Італія (вкл. Сардинія, Сицилія); Румунія; Сербія; Словенія
  - Південно-Західна Європа: Франція (вкл. Корсика); Португалія; Іспанія (вкл. Балеарські острови)
- Північна Америка
  - Субарктична Америка: Гренландія

### Натуралізація
- Австралія і Океанія
  - Австралія
  - Нова Зеландія
- Північна Америка
  - Південний Схід США — Флорида
- Південна Америка
  - Карибський басейн: Ямайка
  - Аргентина; Чилі; Уругвай

У 21 столітті з'явились повідомлення про колонізацію мітлицею повзучою острова Маріон біля берегів Антарктиди, куди її насіння заноситься вітрами з Патагонії.

### Культивування
- Азія
  - Китай
- Європа
- Північна Америка
  - Канада
  - США

## Екологія
Гігромезофіт, з широкою екологічною амплітудою. Зустрічається переважно на заплавних вологих і заболочених луках, болотах, біля берегів водойм, на річкових піщаних і галечникових мілинах, на сирих лісових луках і узліссях, як бур'яна обабіч доріг і в населених пунктах; до верхнього гірського пояса. Надає перевагу перезволоженим, суглинним і глинистим ґрунтам, але зростає також на піщаних ґрунтах, може рости на кислих і слабозасолених ґрунтах. Холодостійка, стійка до затоплення (понад 100 днів), виносить помірне засолення.

## Господарське значення
Хороша кормова пасовищна рослина, швидко розростається і відростає після інтенсивного поїдання худобою, стійка до витоптування, відрізняється високою поживністю. Декоративна, використовується для озеленення спортивних майданчиків та газонів. Перспективна для створення протиерозійних дернових покриттів.